# Moncontour (Vienne)
Moncontour é uma comuna francesa na região administrativa da Nova Aquitânia, no departamento de Vienne. Estende-se por uma área de 41,06 km². Em 2010 a comuna tinha 1 009 habitantes (densidade: 24,6 hab./km²).